# 宜昌润楠
宜昌润楠（学名：Machilus ichangensis）为樟科润楠属下的一个种。

## 扩展阅读
- 維基物種上的相關：宜昌润楠